# Mannenbeweging
Met de naam mannenbeweging wordt meestal een groep mannen en een streven aangeduid dat zich richt op emancipatie en bevrijding van mannen.

## Stromingen
Er zijn drie belangrijke richtingen te onderscheiden. Deze indeling is uiteraard te grof om alle nuances tot hun recht te laten komen. In de literatuur worden beide hoofdstromingen zelden tegelijkertijd besproken. 

### Samen met vrouwenbeweging
Een richting parallel en dienstig aan de vrouwenbeweging. Al in het begin van de tweede feministische golf waren mannen nauw betrokken bij de ontwikkeling en vormgeving. In eerste instantie namen ze gewoon deel in bewegingen als Man-Vrouw-Maatschappij. Toen de vrouwenbeweging meer op het spoor ging zitten van een autonome ontwikkeling zochten groepen mannen elkaar op in bijvoorbeeld mannen-oefengroepen Radicale Therapie. Secundair kreeg ook het vaderschap aandacht in deze beweging.

### Vanuit de vaderbeweging
Een beweging die voortkwam uit de vaderbeweging en daar een zekere radicalisering in koos. Vanaf de zeventiger jaren van de twintigste eeuw was er sprake van een opkomende vaderbeweging die met horten en stoten het recht op zorg voor hun kinderen opeiste. In latere jaren verbreedden sommigen de doelstellingen tot andere mannenzaken. Onder deze zaken onder andere de ongelijke aandacht voor huiselijk geweld gepleegd door vrouwen en de specifieke gezondheidszorg voor mannen. Binnen deze laatste stroming zijn weer twee substromingen te onderscheiden:
- Een stroming die positief staat tegenover de verworvenheden van de vrouwenbeweging (bijvoorbeeld Warren Farrell).
- Een stroming die reconstructie van oude waarden nastreeft; terug naar het gezin als hoeksteen.

### Vanuit de newagebeweging
Hier gaat het onder andere om de groep rond het tijdschrift Wildeman. Zij baseren zich o.a. op de ideeën van Robert Bly. Ze proberen de mannelijkheid te herontdekken en nemen daarmee vaak afstand van het gelijkheidsdenken (dat mannen en vrouwen in aanleg niet veel verschillen).

## Mannenbeweging vs vrouwenbeweging
De theorie van het feminisme laat meestal weinig ruimte voor het bestaan van een mannenbeweging of vaderbeweging anders dan aanvullend en ondersteunend element van het feminisme. Wel zijn er feministes en vrouwelijke schrijfsters die vroeger (Esther Vilar) of later (Doris Lessing) afstand namen tot de vrouwenbeweging ten gunste van de emancipatie van mannen.
Een van Nederlands bekendste feministen, Anja Meulenbelt, zei het zo: ‘Dat mannen ook problemen hebben staat inmiddels buiten kijf, maar hoe overtuigend de dwang van ‘mannelijkheidscoderingen’ ook is: als mannen er alleen maar last van hebben, waarom houden ze er dan niet mee op? Kortom, wanneer de baten van mannelijkheid ontkend worden blijft het onduidelijk waarom zoveel mannen wel de ‘kosten’ blijven dragen en niet massaal, net als vrouwen in opstand komen tegen deze dwang’.

## Voetnoten
1. ↑  Anja Meulenbelt, De eerste sekse: Meningen over mannelijkheid, Van Gennep, 1998.